# Tetrandria

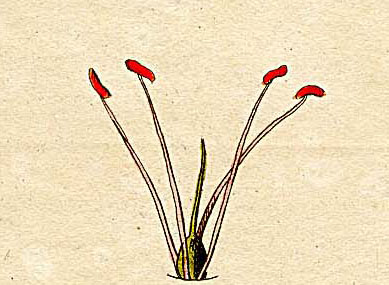
tetrandria

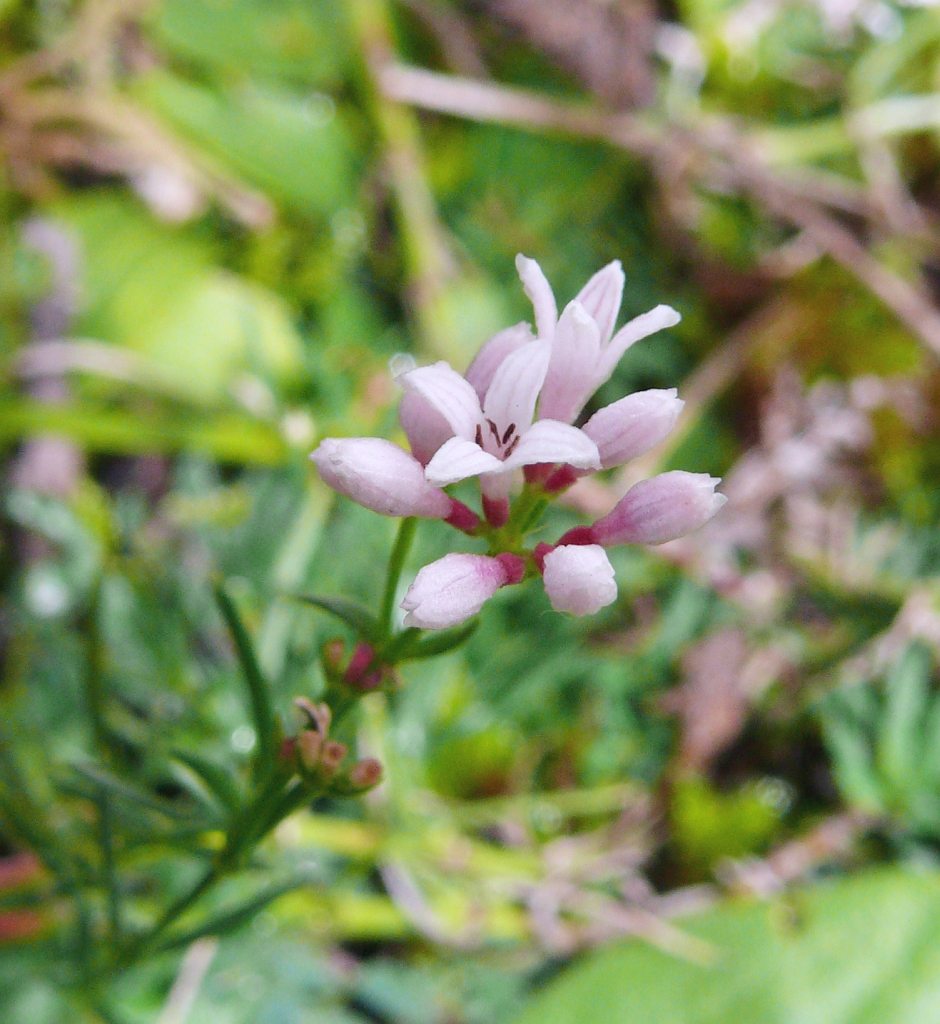
Espécie Asperula cynanchica

Em botânica, tetrandria  é uma classe de plantas segundo o sistema de Linné.  Apresentam flores hermafroditas com quatro estames livres e iguais.
As ordens e os gêneros que constituem esta classe são:
Ordem 1. Monogynia (com um pistilo)
Gêneros: Leucadendron, Protea, Cephalanthus, Globularia, Dipsacus, Scabiosa, Knautia, Hedyotis, Spermacoce, Sherardia, Asperula, Diodia, Knoxia, Houstonia, Galium, Crucianella, Rubia, Siphonanthus, Catesbaea, Ixora, Scurrula, Pavetta, Avicennia, Mitchella, Callicarpa, Polypremum, Penaea, Blaeria, Buddleja, Exacum, Plantago, Scoparia, Centunculus, Sanguisorba, Cissus, Epimedium, Cornus, Tomex, Ptelea, Ludwigia, Oldenlandia, Ammannia, Isnardia, Trapa, Dorstenia, Elaeagnus, Brabejum, Rivina, Salvadora, Camphorosma, Alchemilla
Ordem 2. Digynia (com dois pistilos)
Gêneros: Aphanes, Bufonia, Hamamelis, Cuscuta, Hypecoum
Ordem 3. Tetragynia (com quatro pistilos)
Gêneros: Ilex, Coldenia, Potamogeton, Ruppia, Sagina, Tillaea

## Ordem tetrandria
No mesmo sistema de classificação, tetrandria  é uma ordem das classes Monoecia , Dioecia e Gynandria.